# 브루스 바움가트너
브루스 로버트 바움가트너(영어: Bruce Robert Baumgartner, 1960년 11월 2일~)는 미국의 레슬링 선수, 지도자이다. 미국 역사상 최고의 레슬링 선수 중 한 명으로 간주되며 올림픽 자유형 슈퍼헤비급에 4회 출전하여 금메달 2개(1984, 1992), 은메달 1개(1988), 동메달 1개(1996)를 획득했다. 또한 세계 선수권 대회에서 금메달 3개, 은메달 3개, 동메달 3개, 레슬링 월드컵에서 금메달 7개, 은메달 4개를 획득하면서 미국 레슬링 선수 중 가장 많은 세계 규모 국제 레슬링 대회에서 메달을 획득했다.
은퇴 후에는 레슬링 지도자로 활동하여 펜실베이니아 웨스턴 대학교 에든버러 레슬링팀 감독을 맡았으며 현재 미국 레슬링 연맹 회장을 맡고 있다. 2003년에 국제 레슬링 연맹 명예의 전당에 헌액되었다.